# Educant la Rita
Educant la Rita (títol original en anglès: Educating Rita) és una pel·lícula britànica, estrenada el 1983, basada en l'obra teatral homònima de Willy Russell. Ha estat doblada al català.

## Argument
Educant la Rita explica la història de Susan White (Julie Walters), una jove que sent el desig de tornar a estudiar, ja que li agradaria deixar la seva actual vida de classe baixa.
Susan canvia el seu nom per Rita, a causa de l'escriptora Rita Mae Brown.
El professor de la universitat oberta (Open University) a la qual va, Frank Bryant (Michael Caine) li ensenya a conèixer-se a si mateixa i a prendre les seves pròpies decisions lliurement. Al mateix temps l'ajuda a preparar els seus exàmens. A mesura que Rita va aprenent, la relació amb el seu marit es fa cada vegada més distant.
Finalment, Rita torna a canviar el seu nom per Susan i tracta en tot moment de comportar-se com una persona culta, mentre que Frank, per la seva banda, parla emprant un llenguatge baix en cultura (com aquell que usava Rita al començament de l'obra) i, a més, ha caigut en el vici de l'alcohol i el tabac.

## Repartiment
- Michael Caine: Dr. Frank Bryant
- Julie Walters: Rita, Susan
- Michael Williams: Brian
- Maureen Lipman: Trish
- Jeananne Crowley: Julia
- Malcolm Douglas: Denny
- Godfrey Quigley: el pare de Rita
- Dearbhla Molloy: Elaine

## Premis
| Any  | Premi                                           | Nominat         | Resultat   |
| ---- | ----------------------------------------------- | --------------- | ---------- |
| 1983 | Oscar al millor actor                           | Michael Caine   | Candidat   |
| 1983 | Oscar a la millor actriu                        | Julie Walters   | Candidata  |
| 1983 | Oscar al millor guió adaptat                    | Willy Russell   | Candidat   |
| 1983 | BAFTA a la millor pel·lícula                    | Educant la Rita | Guanyadora |
| 1983 | BAFTA al millor actor                           | Michael Caine   | Guanyador  |
| 1983 | BAFTA a la millor actriu                        | Julie Walters   | Guanyadora |
| 1983 | Globus d'Or al millor actor musical o còmic     | Michael Caine   | Guanyador  |
| 1983 | Globus d'Or a la millor actriu musical o còmica | Julie Walters   | Guanyadora |